# Cyathea salvinii
El helecho (Cyathea salvinii) es una especie de la familia de los helechos arborescentes (Cyatheaceae), dentro del orden Cyatheales en lo que comúnmente llamamos helechos. El nombre del género Cyathea se deriva del griego “kyatheon” (copa) por la forma de los esporangios. Esta es una especie de la familia de los helechos arborescentes (Cyatheaceae). Se desconoce el origen del epíteto específico. Esta se considera algunas veces como sinónimo de Alsophila salvinii.

## Descripción
Planta terrestre, troncos o talos de entre 3 y 6 m de alto; peciolos atropurpúreos, tuberculados, con entre 6 y 10 pares de pinnas reducidas y esqueletonizadas, espinas no presentes en el peciolo; frondas de hasta 3,5 m de largo, tri-pinnadas o tri-pinnadas pinnatífidas, pinnas subsesiles a pediceladas, pinnulas subsésiles a cortamente pediceladas, raquis y costa, atropurpureos a café oscuro, venas de 1 a 2 veces divididas, soros, mediales, desnudos, indusio ausente. Esta especie es característica por el color oscuro de su peciolo y raquis así como por las pinnas reducidas y esqueletonizadas.

## Distribución
En México se distribuye en Chiapas, Oaxaca y Veracruz; ocurre también en Guatemala, Belice, Honduras, El Salvador, Nicaragua y Perú.

## Hábitat
Habita en bosques húmedos de montaña, entre los 900 y 2.500 m s. n. m.

## Estado de conservación
Se encuentra listada en la NOM-059-SEMARNAT-2010 en la categoría de en Protección Especial (Pr). La Unión Internacional para la Conservación de la Naturaleza (UICN) aparece bajo la categoría de No Evaluada (NE). No se encuentra listada en Apéndices de la CITES (Convención sobre el Comercio Internacional de Especies Amenazadas de Fauna y Flora Silvestres).